# Кожва

Бассейн Печоры

Ко́жва (Большая Кожва, Ковжа) — река в Республике Коми, левый приток реки Печора. Протекает по территории муниципального района Печора.
Длина 194 км (с Белой Кожвой — 221 км), площадь бассейна 9560 км². Питание преимущественно снеговое. Замерзает в конце октября-начале ноября, вскрывается в конце апреля-середине мая.
Крупнейшие притоки — Луза (левый), Чикшина (правый).
Кожва образуется слиянием небольших рек Чёрная Кожва и Белая Кожва рядом с деревней Турышевка неподалёку от станции Ираель железной дороги Котлас — Воркута.
Течёт на восток среди хвойных лесов, течение медленное, берега заболочены. В нижнем течении на реке посёлок Берёзовка.
Кожва впадает в Печору 15 километрами ниже города Печора. При впадении образует широкий залив.

## Притоки
(км от устья)
- 4 км: река Роман-Ёль
- 8 км: река Дзёля-Каменка
- 18 км: река Ыджыд-Каменка (Большая Каменка)
- 24 км: река Малый Кремень-Ёль
- 30 км: река Большой Кырнышьёль
- 37 км: река Большой Загадай
- 46 км: река Большой Моховой-Ёль
- 50 км: река Чикшина (Чикишна)
- 55 км: река Нырдвомэнъёль
- 81 км: река Чёрная (Сед-Ёль)
- 85 км: река Кучпозаёль
- 96 км: река Луза (Луза-ю)
- 105 км: река Гатникова (Гачкова)
- 139 км: река Трубоседъёль (Ыджыд-Сед-Ёль)
- 145 км: река Средний Качпомаёль
- 150 км: река Большой Качпомаёль
- 164 км: река Кыдрым
- 166 км: река Сотчемъю (Содчем-ю)
- 179 км: река Чусовая (Чусовая-Ю)
- 186 км: река Турышевка (Турышова)
- 194 км: река Белая Кожва
- 194 км: река Чёрная Кожва

## Этимология гидронима
Кожва у Коми — «река с галечником», «каменистая река». От кӧж «гравий», «галька», «мелкий камень», ва «вода», «река»
.